# Тернівська сільська територіальна громада
Терні́вська сільська громада — територіальна громада в Україні, у Черкаському районі Черкаської області. Адміністративний центр — село Тернівка.
Площа громади — 103,9 км², населення — 4633 мешканці (2018).

## Історія
Утворена шляхом об'єднання Малосмілянської, Попівської, Сердюківської та Тернівської сільських рад колишнього Смілянського району. 23 грудня 2018 року відбулися перші вибори у громаді.
17 липня 2020 року до складу громади включена Пастирська сільська рада.

## Населені пункти
До складу громади входять:
| Населений пункт      | Населення, осіб (1989) | Населення, осіб (2001) |
| -------------------- | ---------------------- | ---------------------- |
| Богунове, селище     | 75                     | 83                     |
| Мала Смілянка, село  | 1010                   | 872                    |
| Миколаївка, село     | 778                    | 625                    |
| Пастирське, село     | 1423                   | 1078                   |
| Попівка, село        | 118                    | 1039                   |
| Сердюківка, село     | 972                    | 809                    |
| Тернівка, село       | 1176                   | 1128                   |
| Холоднянське, селище | 897                    | 972                    |
| Червоне, селище      | 142                    | 107                    |